# NK Plaški
NK Plaški je nogometni klub iz Plaškog. 
Nogometni klub okuplja igrače svih uzrasta i trenutno se natječe u 2. ŽNL Karlovačkoj Grupa "Sjever".

## Povijest

### NK Partizan
Tijekom jeseni 1923. u Plaškom su radnici i službenici parne pilane Jugoslavenske šumske industrije osnovali nogometni klub imena Pilana.
Godine 1930. promijenio je ime u Plašćanski ŠK.  Završetkom 2. svjetskog rata, obnavlja se rad pod imenom NK Borac, da bi nedugo zatim, 1947. godine, promijenio ime u NK Hum. Neko vrijeme (50-ih godina) se zvao Branko Latas, da bi na kraju dobio ime NK Partizan Plaški.
NK Partizan je bio trostruki prvak Karlovačkog nogometnog podsaveza.
NK Partizan Plaški je postojao do 1995. godine i Oluje, kada je Plaški napustilo srpsko stanovništvo.

### NK Plaški
Od 1998. godine, na stadionu u Plaškom je svoje domaće utakmice igralo NK Saborsko. Gašenjem ovog kluba, mladi Plaščani nisu imali gdje igrati nogomet, te je odlučeno da se osnuje novi klub. Rad kluba pod novim imenom NK Plaški obnovljen je 2000. godine s novom upravom. Prvu utakmicu "novi" klub je odigrao 16. rujna 2001. godine u Šišljaviću protiv istoimenog kluba i pobijedio s 3:0. Vremenom je dogovoreno da općine Plaški i Saborsko zajedno financiraju ovaj klub, pošto za njega nastupaju nogometaši iz oba mjesta.
U početku je klub nastupao u najnižem rangu, 3. ŽNL Karlovačkoj, da bi gašenjem iste prešao u viši rang, gdje je zauzimao sredinu tablice. Do sezone 2011./12. klub je nastupao u 2. ŽNL Karlovačkoj, kada nakon jesenjeg dijela odustaje od natjecanja. Natjecateljska aktivnost se obnavlja u sezoni 2014./15., ali traje samo jednu sezonu. Od 2015. godine, klub se natječe samo u pionirskoj kategoriji.

### Plasmani kluba kroz povijest
| Sezona        | Liga                       | Plasman            |
| ------------- | -------------------------- | ------------------ |
| 2001./02.     | 3. ŽNL Karlovačka          | 1. mjesto          |
| 2002./03.     | 2. ŽNL Karlovačka          | 6. mjesto          |
| 2007./08.     | 3. ŽNL Karlovačka          | 7. mjesto          |
| 2008./09.     | 2. ŽNL Karlovačka          | 14. mjesto         |
| 2009./10.     | 2. ŽNL Karlovačka          | 10. mjesto         |
| 2010./11.     | 2. ŽNL Karlovačka          | 9. mjesto          |
| 2011./12.     | 2. ŽNL Karlovačka          | 13. mjesto         |
| 2012. – 2014. | Klub nije djelovao         | Klub nije djelovao |
| 2014./15.     | 2. ŽNL Karlovačka – Sjever | 7. mjesto          |

## Vanjske poveznice
- Facebook stranica HNK Plaški